# Tijana Zinajić
Tijana Zinajić (nascuda el 15 de desembre de 1973) és una actriu i directora de cinema i de teatre eslovena.
Tijana va estudiar direcció de teatre a l'Acadèmia de Teatre, Ràdio, Cinema i Televisió de Ljubljana. Va dirigir en diversos teatres eslovens, i també va crear molt en teatres no institucionals. També ha actuat en pel·lícules, sèries de televisió i obres de teatre.

## Vida privada
És mare de quatre fills. Té tres fills amb la seva exparella, l'actor Matija Vastl, i la seva filla petita amb el director Gregor Andolšek.

## Filmografia
| Any  | Títol                              | Rol/s | Actor | Director | Guionista | Productor | Notes                                                           |
| ---- | ---------------------------------- | ----- | ----- | -------- | --------- | --------- | --------------------------------------------------------------- |
| 2003 | Pod njenim oknom                   | Meta  | Sí    |          |           |           |                                                                 |
| 2014 | Zgodbe iz sekreta                  | Azra  | Sí    | Sí       | Sí        | Sí        | Director, guionista i Gregor Andolšek també va ser el productor |
| 2022 | Prasica, slabšalni izraz za žensko | /     |       | Sí       |           |           |                                                                 |